# Thomas Mørk
Thomas Mørk (* 28. September 1962 in Kopenhagen) ist ein dänischer Schauspieler, Komiker, Synchronsprecher und Regisseur.

## Karriere
Nach seinem Abschluss an der staatlichen Theaterschule Kopenhagen im Jahr 1987 versuche sich Mørk sowohl als Schauspieler für Film und Fernsehen als auch als Theaterschauspieler. Da sowohl seine Rollenauswahl als auch die Resonanz der Filme, in denen er mitspielte überschaubar war, konzentrierte er sich verstärkt auf Soloprojekte und seine Theaterkarriere. So konnte er bereits ab 1987 am Det Kongelige Teater, dem königlichen Staatstheater, spielen und weist seitdem auch ein beträchtliches Repertoire an bekannten und großen Hauptrollen auf. So spielte er in Werken von Schillers, Ibsens, Shaffers tragende, wenn nicht gar die Hauptrollen. So durfte er beispielsweise Adolf Hitler in Taboris Mein Kampf spielen. Auch in den Folgejahren blieb er dem Theater erhalten und arbeitete dabei nicht nur auf der Bühne. So arbeitete er einen Roman Die Kreutzersonate von Tolstoi in ein Kammerspiel um, dass 1997 seine Premiere feierte. Für seine hochgelobten Darstellungen gewann er mehrere Preise, wie den Kleinkunstpreis Årets Revykunstner, den er 1999 in Empfang nehmen durfte. Im Jahr 2005 nahm er die Herausforderung an mit Nissebanden - En Julemusical, einem Weihnachtsspecial, sein Debüt als Theaterregisseur zu feiern. Mit En smule stilhed før stormen spielte er in einem zeitgenössischen Werk von Theresia Walser, welches aus dem deutschen ins dänische übersetzt wurde. Zuletzt war er u. a. in 3 små mænd zu sehen.
Da seine Filmkarriere immer noch nicht so lief, wie gewünscht, versuchte sich Mørk auch als Synchronsprecher. Seine erste Sprecherrolle hatte er 1993 mit Den sidste røde stjerne. Nach weiteren Synchronisationen wie in Balladen om Holger Danske und Wie Kater Zorbas der kleinen Möwe das Fliegen beibrachte folgten die ersten Animationsfilme, die ins dänische übersetzt werden mussten, darunter waren kommerziell erfolgreiche Filme wie Das große Krabbeln, Triff die Robinsons und Monsters vs. Aliens.
Parallel zu seinen Karrieren als Theaterschauspieler und Synchronsprecher tourte er in regelmäßigen Abständen mit dem Schauspieler Niels Olsen gemeinsam als Cirkus Montebello durch Dänemark. Beide lernten sich bereits 1985 kennen und waren anfangs kleine Straßenkünstler, die sich ihr Studium mit dem Aufführen kleinerer Stücke verdienten. Mit den Jahren kam der Erfolg und nach mehreren Touren und TV-Specials wie 30 min. med Cirkus Montebello (2003) und Niels Olsen og Thomas Mørk (2010) sind sie nationale Größen in der dänischen Comedy-Branche.
Trotz dieser großen Erfolge als Theaterschauspieler, Synchronsprecher und Komiker blieb seine Filmkarriere eher bedeutungslos. Er wirkte bei keinem großen Projekt mit und seine Filme wurden selten außerhalb von Skandinavien verlegt. Mit Krøniken und Hannah med H, einer schwedischen Produktion, sind seine bekanntesten Werke umschrieben, wobei er nur im letzteren eine Hauptrolle spielte.

## Leben
Im Herbst 2010 wurde bekannt, dass er sich von seiner zweiten Frau, der Psychologin Lene Christensen Kamm scheiden ließ. Beide waren seit 2005 zusammen und seit 2006 verheiratet. Aus der Ehe gingen keine Kinder hervor. Mørk selbst hat zwei Kinder, Martha und August, aus einer früheren Beziehung.
Bereits 2008 wurde bekannt, dass eine frühere Beziehung zu der ehemaligen dänischen TV-Moderatorin Isabella Miehe-Renard, wegen ihrer Depressionen und Selbstmordgedanken scheiterte.

## Filmografie (Auswahl)
- 1991: Høfeber
- 1996: Krystalbarnet
- 2003: Hannah med H
- 2004: Krøniken
- 2004: Manden der blandt andet var en sko
- 2005: Røde ører

## Theaterrollen (Auswahl)
- 1987: Gennembruddet - (Det Kongelige Teater, Kopenhagen)
- 1991: Amadeus von Peter Shaffer
- 1993: Gengangere von Henrik Ibsen
- 1993: Mein Kampf von George Tabori
- 1997: Kreutzer Sonaten (Die Kreutzersonate) von Lew Nikolajewitsch Tolstoi - Regie: Barny Jensen (Rialto, Kopenhagen)
- 1999: Don Carlos von Friedrich Schiller
- 2002: Middag Med Venner - (Nørrebros Teater, Kopenhagen)
- 2005: Let’s Kick Ass! - Regie: Flemming Jensen (Nørrebros Teater, Kopenhagen)
- 2005: Nissebanden - En Julemusical von Flemming Jensen - Regie: Thomas Mørk (Nørrebros Teater, Kopenhagen)
- 2008: En smule stilhed før stormen (Ein bisschen Ruhe vor dem Sturm) von Theresia Walser - Regie: Nina Flagstad (Husets Teater, Kopenhagen)
- 2010: 3 små mænd - Regie: Asger Reher (Glassalen Im Tivoli, Kopenhagen)

## Synchronsprecher (Auswahl)
- 1993: Den sidste røde stjerne
- 1996: Balladen om Holger Danske
- 1998: Das große Krabbeln
- 1998: Rugrats – Der Film
- 1998: Wie Kater Zorbas der kleinen Möwe das Fliegen beibrachte (Diderot)
- 1999: Die Muppets aus dem All (Rizzo)
- 2000: Der Grinch (Jim Carrey, Grinch)
- 2005–2008: Hotel Zack & Cody (Mr. Moseby)
- 2005: Valiant (Gutsy)
- 2007: Triff die Robinsons (Onkel Fritz/Tante Petunia)
- 2009: Monsters vs. Aliens (Gallaxhar)